# Futbola Klubs Spartaks Jūrmala 2017
Questa voce raccoglie le informazioni riguardanti il Futbola Klubs Spartaks Jūrmala nelle competizioni ufficiali della stagione 2017.

## Rosa
Aggiornata a marzo 2017
| N. |                        | Ruolo | Calciatore          |
| -- | ---------------------- | ----- | ------------------- |
| 1  | Lettonia (bandiera)    | P     | Vitālijs Meļņičenko |
| 3  | Lettonia (bandiera)    | C     | Elvis Stuglis       |
| 4  | Lettonia (bandiera)    | D     | Ņikita Bērenfelds   |
| 5  | Lettonia (bandiera)    | D     | Ingus Šlampe        |
| 7  | Lettonia (bandiera)    | C     | Edgars Vardanjans   |
| 8  | Lettonia (bandiera)    | C     | Jevgeņijs Kazačoks  |
| 9  | Bielorussia (bandiera) | D     | Sjarhej Pušnjakŭ    |
| 10 | Lettonia (bandiera)    | A     | Edgars Gauračs      |
| 11 | Russia (bandiera)      | C     | Evgenij Kozlov      |
| 13 | Lettonia (bandiera)    | C     | Ingars Stuglis      |
| 14 | Uzbekistan (bandiera)  | A     | Aziz Ibragimov      |

| N. |                        | Ruolo | Calciatore          |
| -- | ---------------------- | ----- | ------------------- |
| 15 | Croazia (bandiera)     | D     | Luka Šimunović      |
| 18 | Lettonia (bandiera)    | C     | Pāvels Pilāts       |
| 19 | Lettonia (bandiera)    | D     | Klāvs Bāliņš        |
| 20 | Croazia (bandiera)     | C     | Kruno Ivančić       |
| 21 | Lettonia (bandiera)    | A     | Vladislavs Kozlovs  |
| 22 | Ucraina (bandiera)     | C     | Artem Habelok       |
| 23 | Bielorussia (bandiera) | A     | Dzmitryj Platonaŭ   |
| 27 | Lettonia (bandiera)    | D     | Pāvels Mihadjuks    |
| 37 | Lettonia (bandiera)    | C     | Ričards Korzāns     |
| 81 | Lettonia (bandiera)    | P     | Jevgēņijs Ņerugals  |
| 99 | Lettonia (bandiera)    | P     | Vladislavs Lazarevs |